# Hugon Hanke
Hugon Hanke (* 26. März 1904 in Siemianowice; † 19. Dezember 1964 in Warschau) war ein polnischer Politiker und Ministerpräsident der Polnischen Exilregierung, der vom kommunistischen Geheimdienst UB als Informant angeworben wurde.

## Biographie
Hanke wurde als preußischer Staatsbürger in eine Bergarbeiterfamilie geboren. Mit 16 Jahren wurde er selbst Bergmann. Er engagierte sich in den Volkstumskämpfen in Oberschlesien auf der polnischen Seite, er nahm im Mai 1921 während des Dritten Schlesischen Aufstands an der Schlacht am Sankt Annaberg teil. In den folgenden Jahren engagierte er sich im polnischen Teil Oberschlesiens in der Christlichen Gewerkschaftsunion (Chrześcijańskie Związki Zawodowe) sowie der Arbeiterpartei (Stronnictwo Pracy).
1940 geriet er als Unteroffizier der auf französischem Boden aufgestellten polnischen Verbände, die unter dem Kommando des Exilpremiers Władysław Sikorski standen, in deutsche Gefangenschaft. 1941 konnte er aus dem Stalag Straßburg fliehen. Über Spanien und Irland kam er nach London, das mittlerweile Sitz der polnischen Exilregierung geworden war. Nach dem Krieg blieb er in London, von 1950 bis 1954 gehörte er der Exilregierung als Minister an. 1952 wurde Hanke vom UB, dem Geheimdienst der stalinistischen Führung der Volksrepublik Polen um Bolesław Bierut in London, als Informant angeworben.
Am 8. August 1955 wurde er von Exilpräsident August Zaleski als Nachfolger von Stanisław Mackiewicz zum Ministerpräsidenten der Polnischen Exilregierung in London ernannt. Dieses Amt übte er jedoch nur knapp einen Monat bis zu seiner Aufsehen erregenden Rückkehr in das mittlerweile kommunistische Polen am 10. September 1955 aus. Nachfolger wurde daraufhin Antoni Pająk.